# والدمار یانگ
والدمار یانگ (انگلیسی: Waldemar Young؛ ۱ ژوئیهٔ ۱۸۷۸ – ۳۰ اوت ۱۹۳۸) فیلم‌نامه‌نویس اهل ایالات متحده آمریکا بود.

## فیلم‌شناسی
- Fast Company (۱۹۱۸)
- The Wicked Darling (۱۹۱۹)
- The Unpainted Woman (۱۹۱۹)
- The Petal on the Current (۱۹۱۹)
- Bonnie Bonnie Lassie (۱۹۱۹)
- کف‌صابون (۱۹۲۰)
- The Mystic (۱۹۲۵)
- The Blackbird (۱۹۲۶)
- نمایش (۱۹۲۷)
- ناشناخته (۱۹۲۷)
- London After Midnight (۱۹۲۷)
- The Trail of '98 (۱۹۲۸)
- شهر بزرگ (۱۹۲۸)
- سالی (۱۹۲۹)
- The Girl of the Golden West (۱۹۳۰)
- Penrod and Sam (۱۹۳۱)
- امشب عاشقم باش (۱۹۳۲)
- The Miracle Man (۱۹۳۲)
- The Sign of the Cross (۱۹۳۲)
- Island of Lost Souls (۱۹۳۲)
- کلئوپاترا (۱۹۳۴)
- زندگی‌های یک نیزه‌دار بنگالی (۱۹۳۵)
- پرواز آزمایشی (۱۹۳۸)
- Ladies Love Brutes (۱۹۳۰)